# Kecskésfalva
Kecskésfalva (Săliște), település Romániában, a Partiumban, Máramaros megyében.

## Fekvése
A Szilágysági-Bükk alatt, Szilágycsehtől északnyugatra, Bükktótfalu és Szilágyillésfalva közt fekvő település.

## Története
Kecskésfalva, Kecskefalva nevét 1424-ben említette először oklevél Kechkefalwa, Kecskefalva, Kecskésfalva néven.
1470-ben Kechkefalwa, 1475-ben Keczkesfalwa, 1642-ben Keczkes, 1733-ban Szelistye, 1760–1762 között Ketskésfalva, 1808-ban Kecskefalva ~ Kecskésfalva, Szelistye, 1888-ban és 1913-ban Kecskésfalva (Saliste) néven írták.
Kecskésfalva a Drágfiak birtoka volt. 1475 körül a Drágfiak egyik tagja Keczkesfalwáról 4 frt 6 dr adóval szerepelt az adólajstromban.
1544-ben Vajda Boldizsár és Gáspár birtoka.
Kecskésfalva a török hódoltság alatt és a kuruc időkben, 1682 előtt szintén elpusztult más középszolnoki falvakkal együtt, és csak 1719-ben települt újra.
1910-ben 302 lakosából 4 német, 298 román volt. Ebből 298 görögkatolikus, 4 izraelita volt.
A trianoni békeszerződés előtt Szilágy vármegye Szilágycsehi járásához tartozott.

## Hivatkozások

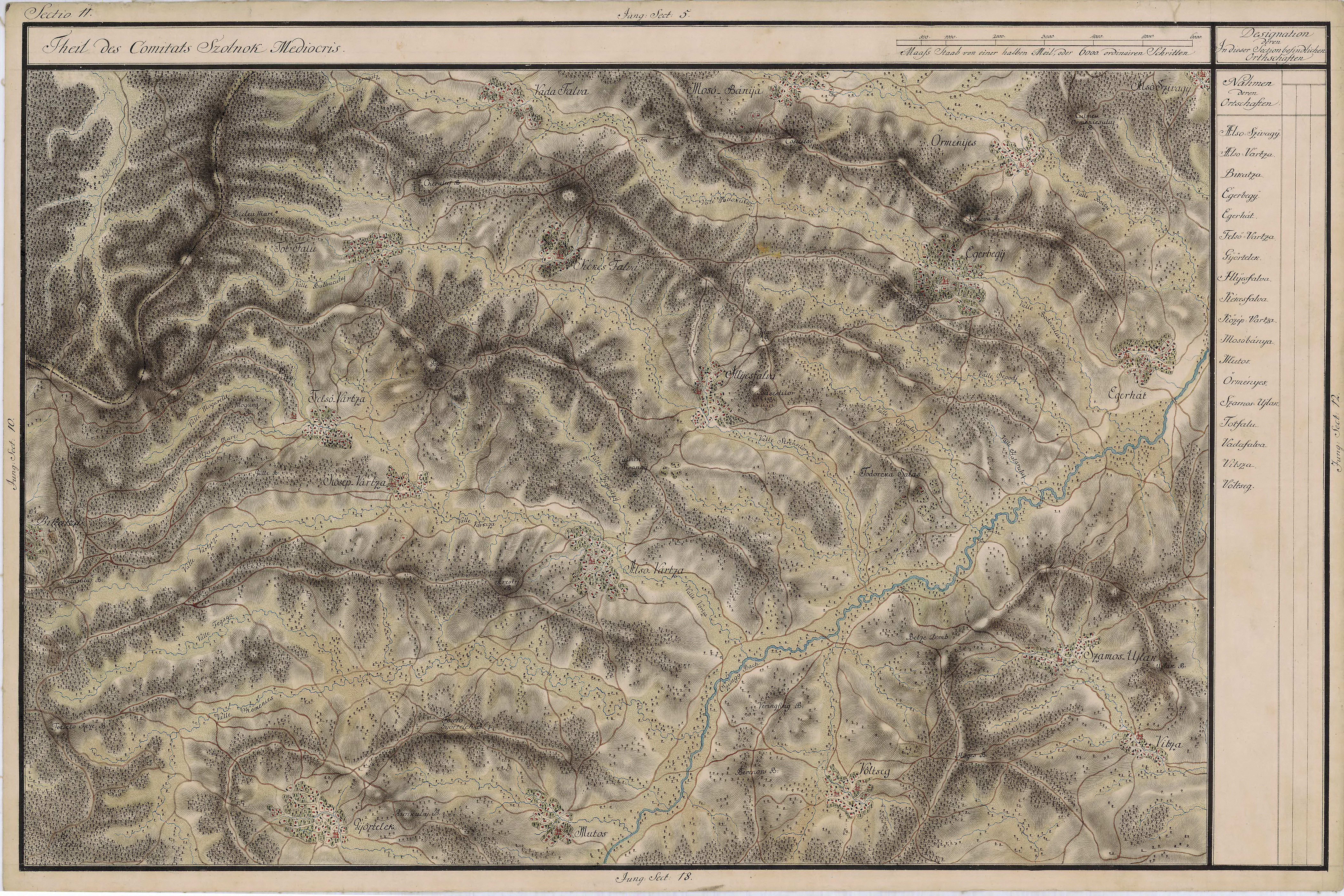
Kecskésfalva egy régi térképen